# ФК Бран
ФК Бран је норвешки фудбалски клуб из Бергена. Основан је 26. септембра 1908. године. У државној лиги се такмичи од 1961. године, док је прву титулу освојио 1923. године. Његов домаћи терен је Стадион Бран који је рекордни број сједишта добио повећањем 2007. године а 17.310 сједишта.

## Историја
ФК Бран је у почетку заправо основан као фудбалски и скијашки клуб, али и хокејашки. Послије је почео да доминира фудбал и први битни подухват урадили су 1923. године када су освојили домаћи куп побиједивши ФК Лин Осло 2-1.

### Битни догађаји
Послије освајања купа Бран се прославио и 1961. прелази у прву лигу. Бран је освојио два пута за редом прву лигу у којој се примјенио нови систем бодовања. Бранови наредни трофеји били су побједе у домаћем купу 1972, 1976. и 1982. и последњи 2004. Домаћу лигу је освајао и још 1975, 1997, 2000. и 2006. Бран се 1996/97. пласирао у Куп победника купова, који је био његов најбољи пласман до 2007/08. године. У Купу побиједника купова је стигао до четвртфинала савладавши ФК Шелбурн из Ирске, белгијски ФК Серкл Бриж и холандски ФК ПСВ Ајндховен. У четвртфиналу је био елиминисан од стране Ливерпула који је играо неријешено у гостима 1:1, али је добио код куће чак 3:0. Бран је био један од два клупа за којег је навијало 10000 навијача по утакмици од 1960. Године 2002. клуб је требало да испадне из лиге, али је савладао ФК Сандефјорд и остао у лиги.

## Успеси
- Премијер лига Норвешке:
  - Првак (3): 1961/62, 1963, 2007.
  - Другопласирани (6): 1951/52, 1975, 1997, 2000, 2006, 2016.
- Куп Норвешке:
  - Освајач (7): 1923, 1925, 1972, 1976, 1982, 2004, 2023.
  - Финалиста (9): 1917, 1918, 1950, 1978, 1987, 1988, 1995, 1999, 2011.
- Куп победника купова:
  - Четвртфинале (1): 1996/97.
- Куп УЕФА:
  - Шеснаестина финала (1): 2007/08.

## Бран у европским такмичењима
| Сезона   | Такмичење            | Коло               |                 | Клуб                | Резултат           | УЕФА коеф. |
| -------- | -------------------- | ------------------ | --------------- | ------------------- | ------------------ | ---------- |
| 1973/74. | Куп победника купова | 1. коло            | Малта           | Гзира јунајтед      | 2:0, 7:0           | 5.0        |
|          |                      | осмина финала      | Северна Ирска   | Гленторан           | 1:1, 1:3           | 5.0        |
| 1976/77. | УЕФА куп             | 1. коло            | Енглеска        | Квинс парк ренџерси | 0:7, 0:4           | 0.0        |
| 1977/78. | Куп победника купова | 1. коло            | Исланд          | Акранес             | 1:0, 4:0           | 4.0        |
|          |                      | осмина финала      | Холандија       | Твенте              | 0:2, 1:2           | 4.0        |
| 1983/84. | Куп победника купова | 1. коло            | Холандија       | НЕК Најмеген        | 1:1, 0:1           | 1.0        |
| 1989/90. | Куп победника купова | 1. коло            | Италија         | Сампдорија          | 0:2, 0:1           | 0.0        |
| 1996/97. | Куп победника купова | Кв.                | Република Ирска | Шелбурн             | 3:1, 2:1           | 11.0       |
|          |                      | 1. коло            | Белгија         | Серкл Бриж          | 2:3, 4:0           | 11.0       |
|          |                      | осмина финала      | Холандија       | ПСВ Ајндховен       | 2-1, 2-2           | 11.0       |
|          |                      | четвртфинала       | Енглеска        | Ливерпул            | 1:1, 0:3           | 11.0       |
| 1997/98. | УЕФА куп             | 1. коло кв.        | Бугарска        | Нефтохимик Бургас   | 2:1, 2:3           | 4.0        |
|          |                      | 2. коло кв.        | Швајцарска      | Грасхопер           | 2:0, 0:3           | 4.0        |
| 1998/99. | УЕФА куп             | 2. коло кв.        | Литванија       | Жалгирис Вилњус     | 1:0, 0:0           | 3.5        |
|          |                      | 1. коло            | Њемачка         | Вердер Бремен       | 2:0, 0:4 (пп)      | 3.5        |
| 1999.    | Интертото куп        | 2. коло            | Хрватска        | Вартекс Вараждин    | 3:0, 0:3 (4:5 пен) | 0.0        |
| 2000/01. | УЕФА куп             | Кв.                | Летонија        | Металург Лијепаја   | 1:0, 1:1           | 2.5        |
|          |                      | 1. коло            | Швајцарска      | Базел               | 4:4, 2:3           | 2.5        |
| 2001/02. | Лига шампиона        | 1. коло кв.        | Бугарска        | Левски Софија       | 0:0, 1:1           | 1.0        |
| 2002/03. | УЕФА куп             | Кв.                | Литванија       | Судува Маријамполе  | 2:3, 2:3           | 0.0        |
| 2005/06. | УЕФА куп             | 2. коло кв.        | Финска          | Алијанси Ванта      | 0:0, 2:0           | 1.5        |
|          |                      | 1. коло            | Русија          | Локомотива Москва   | 1:2, 2:3           | 1.5        |
| 2006/07. | УЕФА куп             | 1. коло кв.        | Северна Ирска   | Гленторан           | 1:0, 1:0           | 3.0        |
|          |                      | 2. коло кв.        | Шведска         | Отвидаберг          | 3:3, 1:1           | 3.0        |
| 2007/08. | УЕФА куп             | 1. коло            | Белгија         | Клуб Бриж           | 0:1, 2:1           | 9.0        |
|          |                      | Група              | Њемачка         | Хамбургер           | 0:1                | 9.0        |
|          |                      | Група              | Француска       | Рен                 | 1:1                | 9.0        |
|          |                      | Група              | Хрватска        | Динамо Загреб       | 2:1                | 9.0        |
|          |                      | Група              | Швајцарска      | Базел               | 0:1                | 9.0        |
|          |                      | Шеснаестина финала | Енглеска        | Евертон             | 0:2, 1:6           | 9.0        |
| 2008/09. | Лига шампиона        | 2. коло кв.        | Летонија        | Вентспилс           | 1:0, 1:2           | 3.0        |
|          |                      | 3. коло кв.        | Француска       | Олимпик Марсељ      | 0:1, 1:2           | 3.0        |
| 2008/09. | УЕфА куп             | 1. коло            | Шпанија         | Депортиво ла Коруња | 2:0, 0:2 (2:3 пен) | 3.0        |

Укупан УЕФА коефицијент: 48.5